# Kombinationsmaskiner
Kombinationsmaskin är en maskin som har flera funktioner ett annat ord är multimaskin. I snickeribranschen har det varit vanligt med olika kombinationsmaskiner på grund av platsbrist, och ifall verksamheten var av mindre omfattning. En kombimaskin kan vara utrustad med cirkelsåg, rikthyvel, planhyvel, fräsutrustning, samt anordning för tappning av arbetsstycke. Mest vanligt är att maskinen har två eller tre funktioner.